# Base de Referência Mundial para Recursos de Solos

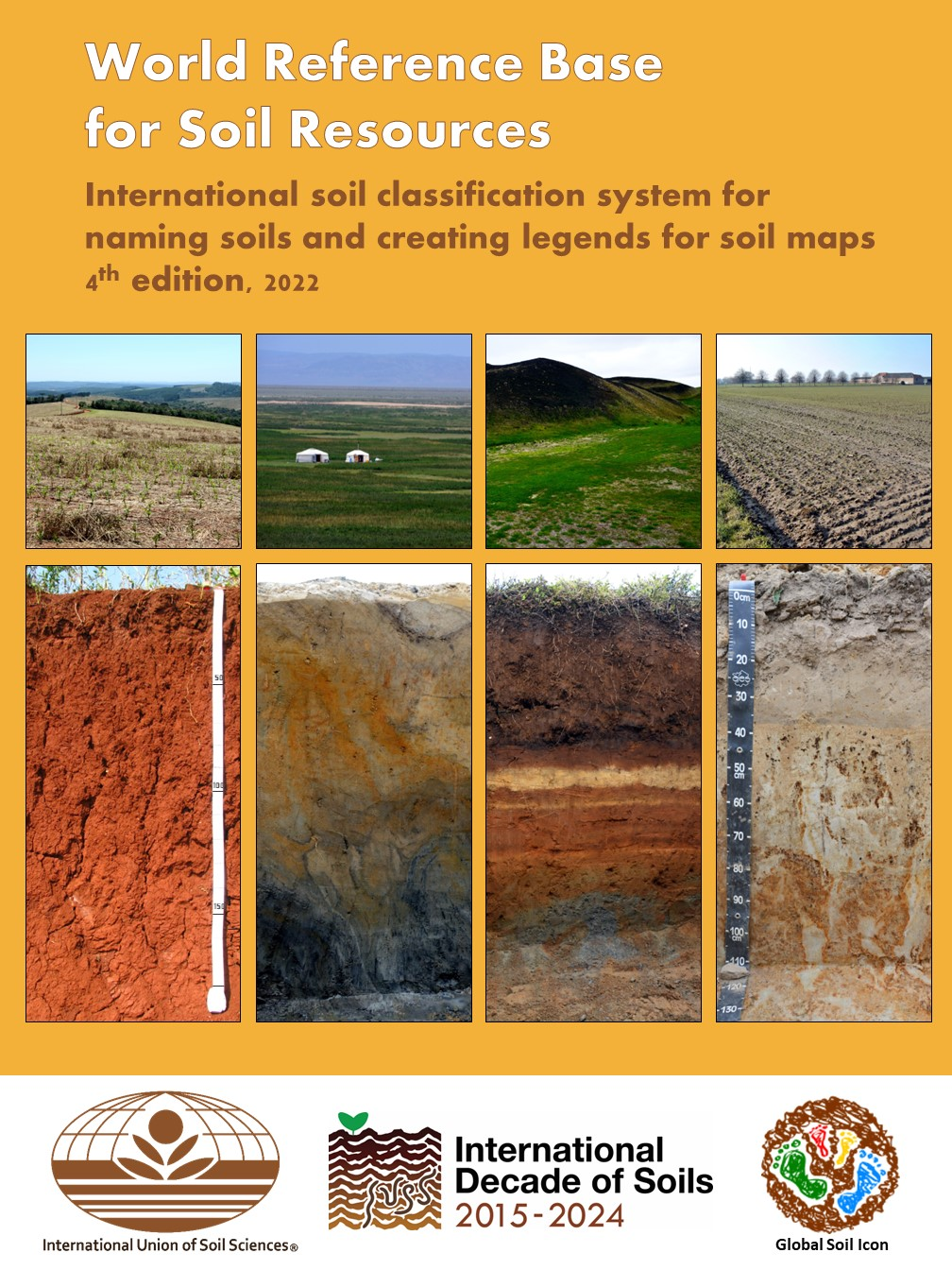
WRB, quarta edição (2022)

Base de Referência Mundial para Recursos de Solos (World Reference Base for Soil Resources ou WRB) é a designação dada à norma taxonómica do sistema internacional de classificação do solo desenvolvido pela União Internacional das Ciências do Solo (IUSS, International Union of Soil Sciences), sob a coordenação do Centro Internacional de Informação e de Referência de Solos (ISRIC, International Soil Reference and Information Centre), com o patrocínio da IUSS e da Divisão de Fomento de Terras e Águas da Organização das Nações Unidas para a Alimentação e a Agricultura (FAO). Substituiu a anterior classificação de solos da FAO e destina-se a identificar e designar de forma padronizada os tipos de solo e criar legendas padrão para cartas pedológicas. A versão em vigor é a 4.ª edição (2022).

## Historial
Desde o século XIX, vários países desenvolveram autonomamente sistemas nacionais de classificação dos solos. Durante o século XX, a necessidade de um sistema internacional padronizado de classificação dos solos tornou-se cada vez mais evidente, dada a dificuldade na identificação de solos comuns face à disparidade de critérios classificativos e nomenclatura.
Com o objetivo de contribuir para a criação de um padrão internacional de classificação, de 1971 a 1981, a Organização das Nações Unidas para a Alimentação e a Agricultura (FAO) e a UNESCO publicaram o Mapa dos Solos do Mundo (em 10 volumes, escala 1:5 000 000), cuja legenda, publicada em 1974 sob a direção de Rudi Dudal, deu origem a uma primeira versão da classificação dos solos da FAO. Muitas ideias dos sistemas nacionais de classificação do solo foram reunidas neste sistema aplicável a nível mundial, entre as quais o conceito de horizontes de diagnóstico, tal como estabelecido na 7.ª aproximação à taxonomia do solo do USDA, publicada em 1960. O passo seguinte foi a elaboração da Legenda Revista do Mapa de Solos do Mundo, publicada em 1988 que passou a ser o pilar orientador da classificação dos solos da FAO.
Em 1982, a Sociedade Internacional de Ciência do Solo (ISSS), atualmente a International Union of Soil Sciences (IUSS), criou um grupo de trabalho, denominado grupo da Base Internacional de Referência para a Classificação dos Solos (International Reference Base for Soil Classification ou IRB), presidido pelo pedólogo alemão Ernst Schlichting, cujo mandato consistia no desenvolvimento de um sistema internacional de classificação do solo que considerasse melhor os processos de formação do solo do que a classificação do solo da FAO. Foram apresentados projectos em 1982 e 1990.
Em 1992, grupo da Base Internacional de Referência para a Classificação dos Solos decidiu desenvolver um novo sistema denominado «Base Mundial de Referência para os Recursos do Solo» (WRB), que deveria desenvolver a Legenda Revista do Mapa de Solos do Mundo da classificação dos solos da FAO e incluir algumas ideias da abordagem mais sistemática entretanto desenvolvida pelo grupo de trabalho. os pedólogos Otto Spaargaren (da International Soil Reference and Information Centre) e Freddy Nachtergaele (da FAO) foram nomeados para preparar um projeto base de classificação. 
Este projeto base foi apresentado no 15.º Congresso Mundial de Ciência do Solo (World Congress of Soil Science), realizado em Acapulco em 1994. No mesmo congresso, o WRB foi criado como um grupo de trabalho da Sociedade Internacional de Ciência do Solo (ISSS), substituindo o IRB. No 16.º Congresso Mundial de Ciência do Solo, realizado em Montpellier em 1998, foi publicada a primeira edição do WRB. No mesmo congresso, a ISSS aprovou o WRB como o seu sistema de correlação para a classificação dos solos (em 2014, a USDA soil taxonomy também receberia o estatuto de sistema de correlação). 
No 18.º Congresso Mundial de Ciência do Solo, realizado em Filadélfia em 2006, foi apresentada a segunda edição do WRB e, no 20.º Congresso Mundial de Ciência do Solo, realizado em Jeju em 2014, foi apresentada a terceira edição. Em 2015, foi publicada uma atualização da terceira edição. Enquanto a segunda edição era adequada apenas para a designação de solos, a terceira pode ser utilizadas adicionalmente para a criação de legendas de cartas de solos. No 22.º Congresso Mundial de Ciência do Solo, realizado em Glasgow em 2022, foi publicada a quarta edição. A 4.ª edição é um documento de acesso livre ao abrigo dos termos da Licença de Atribuição Creative Commons (Creative Commons Attribution License), que permite a utilização, distribuição e reprodução em qualquer suporte, desde que o trabalho original seja devidamente citado.
Esta 4.ª edição, de 2022, é a versão que se encontra correntemente em aplicação. Na sua versão atual, a WRB considera dois níveis hierárquicos, construídos em relação a 32 solos de referência, e, nesse sentido, tem uma abordagem semelhante à do Référentiel pédologique français, o referencial pedológico francês (nas versões de 1992, 1995 e 2008). Contrariamente, a taxonomia dos solos do USDA é fortemente hierárquica e tem seis níveis. A classificação no WRB baseia-se principalmente na morfologia do solo (dados de campo e de laboratório) como expressão da pedogénese. Outra diferença em relação à taxonomia do solo do USDA é que o clima do solo é considerado apenas como um fator de formação do solo e não como uma caraterística do solo. O WRB não pretende substituir os sistemas nacionais de classificação dos solos, que, para a sua área, podem ser mais pormenorizados e oferecer melhor discriminação pedológica.

## Solos de referência da WRB (2022)
A lista de grupos de solos de referência inclui 32 solos, aqui enumerados pela ordem da chave WRB:
Solos orgânicos
- HS Histosol (com horizontes espessos de matéria orgânica)

Solos antropogénicos
- AT Anthrosol (modificado pela atividade humana para melhorar a fertilidade do solo e utilizado durante muito tempo)
- TC Technosol (contêm proporções elevadas de substratos artificiais ou de substratos extraídos pelos humanos de grandes profundidades)

Solos com penetração limitada das raízes
- CR Cryosol (caracterizada por permafrost)
- LP Leptosol (esquelético, pouco profunda sobre rocha ou muito rica em fragmentos da rocha-mãe)
- SN Solonetz (enriquecimento em argilas e níveis elevados de sódio permutável no subsolo)
- VR Vertisol (elevado teor de argilominerais expansivos e retrácteis, o que permite a formação de agregados em forma de cunha com superfícies de cisalhamento brilhantes em climas alternadamente secos e húmidos)
- SC Solonchak (caracterizado por sais facilmente solúveis)

Solos caracterizados por uma química especial de ferro e/ou alumínio
- GL Gleysol (da subida das águas subterrâneas (ou da subida de gases redutores) ou de solos submarinos ou solos sujeitos a inundação pela maré)
- AN Andosol (com alofanas e/ou complexos Al-humus, frequentemente formados a partir de piroclastos)
- PZ Podzol (acumulações de compostos de ferro e alumínio e/ou substâncias orgânicas no subsolo)
- PT Plinthosol (acumulação de concreções de óxidos de ferro, cimentadas em alguns solos)
- PL Planosol (horizonte sazonal de subsolo de poros grosseiros com teor de argila significativamente mais elevado do que os horizontes superiores, transição abrupta entre horizontes pobres em argila e ricos em argila, resultando em encharcamento acompanhado de processos redox)
- ST Stagnosol (horizonte sazonal do subsolo com poucos poros grosseiros, resultando na acumulação de água com processos redox, mas sem uma diferença acentuada no teor de argila)
- NT Nitisol (estrutura bem desenvolvida com superfícies de agregados brilhantes, elevado teor de óxido de ferro, argilas maioritariamente caulinite)
- FR Ferralsol (dominância de caulinite e óxidos, pobre em nutrientes, mas fisicamente estável)

Enriquecimento pronunciado de húmus na camada mineral do solo
- CH Chernozem (solo superficial escuro a preto, rico em húmus, bem estruturado, rico em bases e carbonatos secundários mais a jusante)
- KS Kastanozem (solo superficial escuro, húmico, rico em bases e carbonatos secundários mais abaixo)
- PH Phaeozem (solo superficial escuro, húmico, rico em bases, carbonato secundário no máximo a uma profundidade muito grande, saturação de bases consistentemente elevada)
- UM Umbrisol (solo superficial escuro, rico em húmus, com baixa saturação de bases)

Solos com acumulação de sais ou compostos de silício, típicos de regiões áridas
- DU Durisol (acumulações de SiO2 secundário como concreções ou horizontes continuamente cimentados)
- GY Gypsisol (acumulações de gesso secundário, continuamente cimentado em alguns casos)
- CL Calcisol (acumulações de carbonato secundário, continuamente cimentado em alguns casos)

Solos com acumulação de argila no subsolo
- RT Retisol (interação em forma de rede de horizonte de depleção de argila e enriquecimento de argila)
- AC Acrisol (horizonte de enriquecimento argiloso com baixa capacidade de troca catiónica, no subsolo Al permutável > catiões básicos permutáveis)
- LX Lixisol (horizonte de enriquecimento argiloso com baixa capacidade de troca catiónica, no subsolo catiões de base permutáveis ≥ Al permutável)
- AL Alisol (horizonte de enriquecimento em argilas com elevada capacidade de troca catiónica, no subsolo o Al permutável > catiões base permutáveis)
- LV Luvisol (horizonte de enriquecimento em argilas com elevada capacidade de troca catiónica, no subsolo catiões de base permutáveis ≥ Al permutável)

Nota: os catiões permutáveis são referidos em cmolc kg−1.
Solos pouco diferenciados
- CM Cambissol (com horizonte acastanhado ou argiloso ou de outra forma alterado pela formação do solo)
- FL Fluvisol (relativamente pouco desenvolvido, ainda estratificado, proveniente de sedimentos fluviais, sedimentos lacustres ou sedimentos marinhos jovens)
- AR Arenosol (muito arenoso)
- RG Regosol (solos com pouco ou nenhum desenvolvimento)

### Descrição dos grupos de solos de referência
A tabela seguinte apresenta uma descrição muito simplificada de cada um dos grupos de solos de referências incluídos na WRB 2022.
| Código | Tipo de solo | Breve descrição |
| ------ | ------------ | --- |
| AC     | Acrisols     | Solo de cor vermelha, castanha ou amarela, desenvolvido em zonas de intensa meteorização, com um horizonte B argiloso espesso.                                                                                              |
| AL     | Alisols      | |
| AN     | Andisols     | Solos desenvolvidos a partir de material vulcânico, jovens e imaturos, cujas caraterísticas dependem do tipo de material vulcânico.                                                                                         |
| AT     | Anthrosols   | Solos que foram extensivamente modificados por actividades humanas, como a adição de matéria orgânica ou mineral, carvão vegetal ou resíduos domésticos, ou irrigação e cultivo.                                            |
| AR     | Arenosols    | Solo arenoso sem desenvolvimento de perfil para além de um horizonte. |
| CL     | Calcisols    | Solo com acumulação secundária significativa de carbonato de cálcio. |
| CM     | Cambisols    | Solos com transformação da matéria do solo (nomeadamente do Fe) in situ, sem se deslocar no perfil. Cor parcialmente acastanhada.                                                                                           |
| CH     | Chernozem    | Terra preta fértil que contém uma elevada percentagem de húmus, ácidos fosfóricos, fósforo e amoníaco. |
| CR     | Cryosols     | Solo das zonas de permafrost, sujeito a crioturbação, normalmente rico em matéria orgânica. |
| DU     | Durisols     | O solo em certos ambientes áridos e semi-áridos contendo sílica secundária cimentada. |
| FR     | Ferralsols   | Terra vermelha a amarela rica em ferro e alumínio, comum nas regiões temperadas a tropicais húmidas. |
| FL     | Fluvisols    | Solo desenvolvido sobre planícies sedimentares, um horizonte está geralmente diretamente acima do horizonte C. |
| GL     | Gleysols     | |
| GY     | Gypsisols    | |
| HS     | Histosols    | Solo constituído principalmente por matéria orgânica, comum em pântanos. |
| KS     | Kastanozem   | |
| LP     | Leptosols    | Solo pouco espesso sobre rocha, material calcário ou solo mais profundo que é cascalhento ou pedregoso, comum nas montanhas.                                                                                                |
| LX     | Lixisols     | |
| LV     | Luvisols     | |
| NT     | Nitisols     | |
| PH     | Phaeozem     | Relvados orgânicos de acumulação. |
| PL     | Planosols    | |
| PT     | Plinthosols  | |
| PZ     | Podzosols    | Solo com podzolização significativa, comum em florestas de coníferas. |
| RG     | Regosols     | |
| RT     | Retisols     | Solos com uma iluviação horizontal de argila (semelhante aos Luvisols), mas com uma interdigitação de material de solo de textura grosseira branqueado no horizonte de iluviação, formando um padrão semelhante a uma rede. |
| SC     | Solonchaks   | |
| SN     | Solonetz     | |
| ST     | Stagnosols   | |
| TC     | Technosols   | Solos cujas propriedades e pedogénese são dominadas pela sua origem artificial. |
| UM     | Umbrisols    | Solo com uma camada superficial escura em que a matéria orgânica se acumulou significativamente na superfície mineral do solo.                                                                                              |
| VR     | Vertisols    | Aumento de volume significativo e recorrente em presença de água, alto teor de argilas expansivas. |